# イェスー
イェスー（Jesu）は、ゴッドフレッシュの解散後の2003年、中心人物のジャスティン・ブロードリックが結成したポストメタルバンド。バンド名はゴッドフレッシュによる再結成前のラスト・アルバム『Hymn』の最終曲「Jesu」から名付けられた。ゴッドフレッシュ時代よりもメジャーコードの多用や柔らかい質感のサウンドと甘美なメロディ、ジャスティンの歌唱法の変化（ウィスパーボイスの増加）などシューゲイザーからの影響が見られ、楽曲によってマシーンビートやインダストリアル、ダブ、アンビエントの要素を取り入れた、スラッジ的な重みのあるサウンドを持ち味としている。
メンバーは3人であるが、音源によってはジャスティン1人が演奏しているものもあるため、実質的にはジャスティンのソロ・プロジェクトの様相を呈している。

## ディスコグラフィ

### スタジオ・アルバム
- 『イェスー』 - Jesu (2004年)
- 『コンクエラー』 - Conqueror (2007年)
- 『インフィニティ』 - Infinity (2009年)
- 『アセンション』 - Ascension (2011年)
- 『エヴリディ・アイ・ゲット・クローサー・トゥ・ザ・ライト・フロム・ホウィッチ・アイ・ケイム』 - Everyday I Get Closer to the Light from Which I Came (2013年)
- Jesu/Sun Kil Moon (2016年) ※with サン・キル・ムーン
- 30 Seconds to the Decline of Planet Earth (2017年) ※with サン・キル・ムーン
- 『ターミナス』 - Terminus (2020年)

### コンピレーション・アルバム
- 『ペイル・スケッチズ』 - Pale Sketches (2007年)

### EP
- Heart Ache (2004年)
- 『シルヴァー』 - Silver (2006年)
- Sun Down / Sun Rise (2007年)
- 『ライフライン』 - Lifeline (2007年)
- 『ホワイ・アー・ウィ・ノット・パーフェクト』 - Why Are We Not Perfect? (2008年)
- 『オウピエイト・サン』 - Opiate Sun (2009年)
- 『ハートエイク & ディスロウンド』 - Heart Ache / Dethroned (2010年)
- Christmas (2010年)

### スプリット・アルバム
- Jesu / Eluvium (2007年)
- 『SPLIT』 - Envy / Jesu (2008年)
- Jesu / Battle of Mice (2008年)